# Ізабелла Феррарі
Ізабелла Феррарі (італ. Isabella Ferrari, при народженні Фольяцца; нар. 31 березня 1964, Понте-делл'Оліо, Емілія-Романья, П'яченца, Італія) — італійська акторка телебачення, театру та кіно. Найбільш відома роллю Джованни Скалісе у поліційному телесеріалі «Округ поліції» (Distretto ді Polizia), який транслювався на «Mediaset Canale 5» з 2000 по 2002 рік. У 1995 році на Венеційському кінофестивалі отримала нагороду Кубок Вольпі за найкращу жіночу роль за роль Андреіни у фільмі «Роман бідного юнака».

## Життєпис
Народилася в Понте-делл'Оліо, провінція П'яченца. У 15 років на конкурсі краси в її рідному місті виборола звання «Міс-підліток». Згодом почала брати уроки акторської майстерності.

## Кар'єра
У 17 дебютувала в акторському складі, у ролі Сельваджіа у комедії Карла Ванзіні Сапора ді маре у 1982 році; вона також виступала у продовженні фільму Sapore di mare 2- un anno dopo. Відтоді регулярно виступає у кіно, на телебаченні та у театрі. Найбільш відомою для італійської аудиторії стала як комісарка поліції Джованні Скаліз — головна героїня перших двох сезонів поліцейськоно драматичного серіалу Distretto di Polizia.
На Венеційському кінофестивалі 1995 року Феррарі виграла Кубок Волпі за найкращу акторку, у фільмі Еттора Скола «Романзо ді ньо ьоване», в якому виконала роль Андреїни.
У 2006 році була висунута на нагороду Девіда ді Донателло за найкращу акторку за гру в «Поцілунку до побачення» та в 2008 році за гру в «Тихому хаосі».

## Особисте життя
Ізабелла Феррарі мешкає у Римі, Італія, і є матір'ю трьох дітей. Від першого чоловіка Массімо Ості в 1995 народила дочку Терезу. У 2002 одружилася з режисером Ренато Де Марія, народила доньку Ніну (нар. 1998) та сина Джованні (нар. 2001).

## Фільмографія
| Рік       |   | Українська назва    | Оригінальна назва            | Роль                           |
| --------- | - | ------------------- | ---------------------------- | ------------------------------ |
| 1984      | ф | Даґоберт            | Dagobert                     | Хродільда                      |
| 1995      | ф | Роман бідного юнака | Romanzo di un giovane povero | Андреіна                       |
| 2000—2002 | с | Округ поліції       | Distretto di Polizia         | Джованна Скалісе (47 епізодів) |
| 2007      | ф | Сатурн проти        | Saturno contro               | Лаура                          |
| 2008      | ф | Ідеальний день      | Un giorno perfetto           | Емма Темпеста Буонокоре        |
| 2013      | ф | Велика краса        | La grande bellezza           | Орієтта                        |
| 2024      | ф | Партенопа           | Partenope                    | Флора Мальва                   |